# Zmarli w styczniu 2016

## Styczeń 2016
- 31 stycznia
  - Bogdan Celiński – polski działacz podziemia niepodległościowego w czasie II wojny światowej, uczestnik powstania warszawskiego, kawaler orderów[1]
  - Ryszard Grabowski – polski geodeta, prof. dr hab. inż., prorektor ds. nauki Politechniki Białostockiej[2]
  - Janusz Jaworski – polski architekt, kawaler orderów[3]
  - Janusz Muniak – polski muzyk jazzowy[4]
  - Andrzej Nowicki – polski muzyk jazzowy, gitarzysta, członek zespołu Five O’Clock Orchestra i Siergiej Wowkotrub Trio[5]
  - Maciej Sabat – polski autor gier fabularnych, planszowych oraz karcianych, pedagog, dziennikarz muzyczny i tłumacz[6]
  - Mirosław Sawicki – polski nauczyciel i urzędnik państwowy, minister edukacji narodowej w latach 2004–2005[7]
  - Benoît Violier – francuski kucharz[8]
  - Terry Wogan – irlandzki prezenter radiowy i telewizyjny[9]
- 30 stycznia
  - Frank Finlay – angielski aktor[10]
  - Francisco Flores – salwadorski polityk, prezydent Salwadoru w latach 1999–2004[11]
  - Rafał Gunajew – polski szachista i sędzia szachowy, mistrz FIDE[12]
  - Leonard Michniewski – polski siatkarz i brydżysta, działacz PZBS[13]
  - Jacek Tomaszewski – polski działacz podziemia niepodległościowego w czasie II wojny światowej, prezes PZŁ[14][15]
- 29 stycznia
  - Jean-Marie Doré – gwinejski polityk, premier Gwinei[16]
  - Gordon Goody – brytyjski przedsiębiorca, jeden z gangsterów, którzy brali udział w napadzie stulecia[17]
  - Aurèle Nicolet – szwajcarski flecista[18]
  - Jacques Rivette – francuski reżyser i scenarzysta filmowy[19]
  - Ken Sailors – amerykański koszykarz[20]
  - Mirosław Sajewicz – polski piłkarz[21]
  - Janusz Zasłonka – polski kardiochirurg, prof. dr n. med., nauczyciel akademicki[22]
- 28 stycznia
  - Signe Anderson – amerykańska wokalistka[23]
  - Emile Destombes – francuski duchowny katolicki, biskup[24]
  - Paul Kantner – amerykański gitarzysta i wokalista rockowy[25]
  - Zdzisław Krasiński – polski ekonomista, profesor nadzwyczajny, nauczyciel akademicki, polityk, minister-członek Rady Ministrów PRL w latach 1981–1985[26]
  - Marian Lubelski – polski duchowny, przeor Jasnej Góry w latach 2002–2005[27]
  - Jim Morris – amerykański kulturysta[28]
  - Adam Sobociński – polski działacz Polskiego Czerwonego Krzyża[29]
- 27 stycznia
  - Artur Fischer – niemiecki wynalazca[30]
  - Roman Murawski – polski duchowny salezjański, profesor i dziekan Wydziału Teologicznego Akademii Teologii Katolickiej[31]
  - Axel Schandorff – duński kolarz torowy[32]
- 26 stycznia
  - Jerzy Baumiller – polski architekt, uczestnik powstania warszawskiego, kawaler Krzyża Walecznych[33]
  - Black – brytyjski wokalista i kompozytor[34]
  - Jan Czepułkowski – polski sztangista, medalista mistrzostw świata i Europy, olimpijczyk[35]
  - Aleksander Daszkiewicz – polski trener lekkoatletyki[36]
  - Dorota Gonet – polska dziennikarka muzyczna, muzykolog[37]
  - Tommy Kelly – amerykański aktor[38]
  - Krzysztof Krzak – polski poeta i bard[39]
  - Stanisław Milczyński – polski działacz podziemia niepodległościowego w czasie II wojny światowej, kawaler Orderu Virtuti Militari[40]
  - Ray Pointer – angielski piłkarz[41]
  - Jerzy Tomaszewski – polski artysta fotografik[42]
  - Abe Vigoda – amerykański aktor[43]
  - Janusz Wawrzkiewicz – polski specjalista nauk weterynaryjnych, prof. zw. dr hab., wykładowca Akademii Rolniczej w Lublinie[44]
- 25 stycznia
  - Józef Adamowicz – polski działacz partyjny i nauczyciel, w latach 80. prezydent Lubina[45]
  - Andrzej Bączyński – polski fizyk, prof. dr hab., nauczyciel akademicki Uniwersytetu Mikołaja Kopernika w Toruniu[46][47]
  - Cláudio Clarindo – brazylijski kolarz[48]
  - Denise Duval – francuska śpiewaczka operowa, sopran[49]
  - Howard Koslow – amerykański malarz i ilustrator, projektant znaczków pocztowych[50]
  - Jacek Rutkowski – polski  geolog czwartorzędu, profesor AGH[51]
- 24 stycznia
  - Yvonne Chouteau – amerykańska tancerka baletowa[52]
  - Marvin Minsky – amerykański naukowiec[53]
  - Henry Worsley – brytyjski wojskowy, polarnik[54]
- 23 stycznia
  - Jimmy Bain – brytyjski basista, członek zespołów Rainbow i Dio[55]
  - Josip Friščić – chorwacki polityk[56]
  - Tadeusz Gołębiewski – polski pilot doświadczalny oraz działacz lotniczy[57]
  - Grahame Hodgson – walijski rugbysta i trener[58]
  - Małgorzata Lisak – polska dziennikarka i socjolog[59]
  - Andrzej Meyer – polski ekonomista, przedsiębiorca i samorządowiec, wojewoda podlaski w latach 2014–2015[60]
  - Bobby Wanzer – amerykański koszykarz[61]
  - Walt Williams – amerykański baseballista[62]
- 22 stycznia
  - Romana Cielątkowska – polski architekt i konserwator zabytków, prof. dr hab. inż.[63]
  - Andrzej Grąziewicz – polski aktor teatralny i filmowy[64]
  - Jerzy Jaśniak – polski trener podnoszenia ciężarów, działacz PZPC[65]
  - Ian Murray – szkocki duchowny katolicki, biskup[66]
  - Miloslav Ransdorf – czeski filozof, polityk, eurodeputowany[67]
- 21 stycznia
  - Andrzej Bonasewicz – polski geograf, profesor Uniwersytetu Warszawskiego[68]
  - Stephanie Czech Rader – amerykańska agentka wywiadu pochodzenia polskiego, oficer, chemik[69][70]
  - Anton Wolfgang Graf von Faber-Castell – niemiecki przedsiębiorca, prezes zarządu Faber-Castell[71]
  - Andrew J. Hinshaw – amerykański polityk, członek Izby Reprezentantów (1973–1977)[72]
  - Bill Johnson – amerykański narciarz alpejski, mistrz olimpijski z 1984[73]
  - Bogusław Kaczyński – polski dziennikarz, publicysta i krytyk muzyczny[74]
  - Mustafa Koç – turecki przedsiębiorca[75]
  - Jerzy Patan – polski dziennikarz i fotoreporter[76]
  - Mrinalini Sarabhai – indyjska tancerka[77]
  - Robert Sassone – francuski kolarz torowy i szosowy[78]
- 20 stycznia
  - Hans-Jürgen Beerfeltz – niemiecki polityk[79]
  - Mykolas Burokevičius – litewski działacz komunistyczny[80]
  - Edmonde Charles-Roux – francuska pisarka[81]
  - Brian Key – brytyjski polityk, eurodeputowany I kadencji (1979–1984)[82]
  - Piotr Kokosiński – polski muzyk, producent muzyczny i operator dźwięku[83]
  - Janusz Ozonek – polski specjalista inżynierii i ochrony środowiska, prof. dr hab. inż., wykładowca Politechniki Lubelskiej[84]
  - Paweł Smogorzewski – polski dziennikarz, krytyk literacki oraz tłumacz[85][86]
  - Jerzy Szews – polski pedagog i regionalista związany z ziemią lubawską[87]
  - George Weidenfeld – brytyjski wydawca, filantrop i publicysta pochodzenia żydowskiego[88]
- 19 stycznia
  - Tadeusz Dąbkowski – polski wojskowy, generał brygady WP, w latach 1954–1962 szef zarządu politycznego Dowództwa Wojsk Lotniczych[89]
  - Yasutarō Koide – japoński superstulatek, uznany za najstarszego żyjącego mężczyznę na świecie[90]
  - Lou Michaels – amerykański futbolista[91]
  - Tadeusz Missala – polski specjalista automatyki i robotyki, prof. dr inż.[92]
  - Ettore Scola – włoski reżyser i scenarzysta filmowy[93]
  - Sheila Sim – angielska aktorka[94]
  - Janka Werpachowska – polska dziennikarka[95]
- 18 stycznia
  - Glenn Frey – amerykański wokalista, kompozytor, gitarzysta; współzałożyciel zespołu The Eagles[96]
  - Wacław Kulczyński – polski działacz państwowy, podsekretarz stanu w Ministerstwie Ochrony Środowiska i Zasobów Naturalnych PRL[97][98]
  - Jerzy Maraj – polski projektant szkła artystystycznego[99]
  - Michel Tournier – francuski pisarz[100]
- 17 stycznia
  - Blowfly – amerykański raper i wokalista, producent muzyczny[101]
  - Dale Griffin – angielski perkusista rockowy[102]
  - Roman Jagiel-Jagiełło – polsko-izraelski wojskowy, pułkownik LWP, generał brygady Armii Obrony Izraela[103]
  - Jules Le Lievre – nowozelandzki rugbysta, trener i działacz sportowy[104]
  - Ion Panțuru – rumuński bobsleista[105]
  - Wiesława Perczyńska-Partyka – polska stomatolog, profesor Akademii Medycznej w Łodzi, redaktorka prasy specjalistycznej[106]
  - Francis Schulte – amerykański duchowny katolicki, arcybiskup[107]
- 16 stycznia
  - Michał Ilnicki – polski samorządowiec, wiceburmistrz Namysłowa (1998–2006), starosta namysłowski (2006–2010, 2014–2016)[108][109]
  - Kazimierz Kąkol – polski polityk, minister Urzędu ds. Wyznań w PRL w latach 1974–1980, uczestnik powstania warszawskiego[110]
  - Wolfgang Schnur – niemiecki prawnik i polityk, tajny współpracownik Stasi[111]
  - Ryszard Suwalski – polski inżynier kolejnictwa[112][113]
  - Leonidas Wiszenko – polski malarz, pedagog, działacz społeczności prawosławnej na Podlasiu[114]

W wyniku zamachów terrorystycznych do jakich doszło w Wagadugu zginęli między innymi:
- Georgie Lamon – szwajcarski polityk, członek parlamentu szwajcarskiego kantonu Valais
- Jean-Noël Rey – szwajcarski polityk, deputowany do Rady Narodowej

- 15 stycznia
  - Eugeniusz Bernadzki – polski leśnik, prof. dr hab., członek rzeczywisty PAN[116]
  - Daniel Bohan – kanadyjski duchowny katolicki, arcybiskup[117]
  - Noreen Corcoran – amerykańska aktorka[118]
  - Dan Haggerty – amerykański aktor i producent filmowy[119]
  - Andrzej Kotkowski – polski reżyser, scenarzysta i aktor filmowy[120]
  - Jan Marczak – polski fizyk optoelektronik, profesor nadzwyczajny Wojskowej Akademii Technicznej im. Jarosława Dąbrowskiego w Warszawie[121]
  - Grzegorz Strouhal – polski strzelec sportowy[122]
  - Manuel Velázquez – hiszpański piłkarz[123]
- 14 stycznia
  - René Angélil – kanadyjski piosenkarz i menedżer, mąż Céline Dion[124]
  - Aitor Bugallo – hiszpański kolarz szosowy[125]
  - Franco Citti – włoski aktor, reżyser i scenarzysta filmowy[126]
  - Anna Lærkesen – duńska tancerka baletowa[127]
  - Alan Rickman – brytyjski aktor, reżyser i scenarzysta[128]
  - Jane Stuart Smith – amerykańska śpiewaczka operowa (sopran)[129]
  - Łeonid Żabotynśkyj – radziecki sztangista[130]
  - Roman Tarwacki – polski scenarzysta filmowy[131]
- 13 stycznia
  - Luis Arroyo – puertorykański baseballista[132]
  - Brian Bedford – angielski aktor[133]
  - Jan Ciechanowski – polski historyk, profesor nauk humanistycznych, powstaniec warszawski, działacz polonijny[134]
  - Giorgio Gomelsky – brytyjski impresario, realizator i producent muzyczny[135]
  - Mieczysław Herman – polski artysta plastyk, prof. sztuk plast., wykładowca UMCS[136]
  - Gustaw Kron – polski aktor teatralny i filmowy[137]
  - Albert McQuarrie – szkocki polityk[138]
  - Conrad Phillips – brytyjski aktor[139]
  - Lawrence Phillips – amerykański futbolista[140]
  - Mike Salmon – brytyjski kierowca wyścigowy[141]
  - Zaharije Trnavčević – serbski dziennikarz i polityk[142]
  - Tera Wray – amerykańska aktorka pornograficzna[143]
- 12 stycznia
  - Robert Black – szkocki seryjny morderca, pedofil[144]
  - Iwan Bukawszyn – rosyjski szachista[145]
  - Rose Chibambo, malawijska działaczka niepodległościowa i polityczka (ur. 1928)

- - Marian Czapla – polski malarz i grafik[146]
  - Marin Kovačić – jugosłowiański piłkarz i trener piłkarski[147]
  - Ruth Leuwerik – niemiecka aktorka[148]
  - Witold Mańczak – polski językoznawca[149]
  - David Sime – amerykański lekkoatleta, sprinter[150]
- 11 stycznia
  - Reginaldo Araújo – brazylijski piłkarz i trener piłkarski[151]
  - Wiliam A. Del Monte – amerykański stulatek, w momencie poprzedzającym śmierć był ostatnim żyjącym ocalałym z trzęsienia ziemi w San Francisco w 1906 roku[152][153]
  - Monte Irvin – amerykański baseballista[154]
  - Albert Onyembo Lomandjo – kongijski duchowny katolicki, biskup[155]
  - David Margulies – amerykański aktor[156]
  - Gunnel Vallquist – szwedzka pisarka, tłumaczka i krytyk literacki. Członek Akademii Szwedzkiej[157]
- 10 stycznia
  - David Bowie – brytyjski piosenkarz, kompozytor, autor tekstów, multiinstrumentalista, producent muzyczny, aranżer, aktor[158]
  - Zdzisław Furmanek – polski polityk, poseł na Sejm PRL III kadencji[159]
  - Francis Hurley – amerykański duchowny katolicki, arcybiskup[160]
  - Jusuf Zu’ajjin – syryjski polityk[161]
- 9 stycznia
  - Myra Carter – amerykańska aktorka[162]
  - Paul-Marie Rousset – francuski duchowny katolicki, biskup[163]
  - Angus Scrimm – amerykański aktor[164]
- 8 stycznia
  - Otis Clay – amerykański piosenkarz[165]
  - Teresa Dobielińska-Eliszewska – polska lekarz onkolog, polityk, posłanka na Sejm RP, wicemarszałek Sejmu kontraktowego[166]
  - Maria Teresa de Filippis – włoska kierowca wyścigowy[167]
  - Red Simpson – amerykański piosenkarz country[168]
  - Carlos Milcíades Villalba Aquino – paragwajski duchowny katolicki, biskup[169]
- 7 stycznia
  - André Courrèges – francuski projektant mody[170]
  - Alwin Albert Hafner – szwajcarski duchowny katolicki, biskup[171]
  - Wiktor Jassem – polski językoznawca, fonetyk[172]
  - John Johnson – amerykański koszykarz[173]
  - Kitty Kallen – amerykańska piosenkarka[174]
  - Richard Libertini – amerykański aktor[175]
  - Aszraf Pahlawi – irańska księżniczka[176]
  - Andrzej Radwański – polski geolog i paleontolog[177]
  - Andrzej Rojek – polski muzyk, wokalista i artysta kabaretowy[178]
  - Anton Srholec – słowacki duchowny rzymskokatolicki, salezjanin, działacz społeczny, publicysta[179]
  - Valerio Zanone – włoski dziennikarz, polityk, minister[180]
  - Helena Ziółkowska – polski nefrolog, dr hab. n. med., wiceprezes Polskiego Towarzystwa Nefrologii Dziecięcej[181]
- 6 stycznia
  - Chocolate Armenteros – kubański trębacz[182]
  - Pat Harrington – amerykański aktor[183]
  - Edmund Łukaszewski – polski zawodnik i popularyzator pétanque[184]
  - Christy O’Connor Jr. – irlandzki golfista[185]
  - Silvana Pampanini – włoska aktorka[186]
  - Grzegorz Sosna – polski duchowny prawosławny, historyk, publicysta[187]
  - Zbigniew Strzelecki – polski ekonomista, doktor habilitowany nauk ekonomicznych, urzędnik administracji państwowej w randze podsekretarza stanu[188][189]
  - Yves Vincent – francuski aktor[190]
  - Zbigniew Zychowicz – polski polityk, samorządowiec, marszałek województwa zachodniopomorskiego, senator IV i V kadencji[191]
- 5 stycznia
  - Pierre Boulez – francuski kompozytor i dyrygent[192]
  - Nicholas Caldwell – amerykański muzyk, członek zespołu The Whispers[193]
  - Andrzej Celarek – polski publicysta, działacz podziemia niepodległościowego w czasie II wojny światowej, uczestnik powstania warszawskiego[194]
  - Maria Lipska – polska filolog, żona Jana Józefa Lipskiego[195]
  - George MacIntyre – amerykański futbolista i trener[196]
  - Michael Purcell – australijski rugbysta, prawnik[197]
  - Anatolij Roszczin – rosyjski zapaśnik[198]
  - Elizabeth Swados – amerykańska pisarka, kompozytor, muzyk i reżyser teatralny[199]
- 4 stycznia
  - Fernando Barrachina – hiszpański piłkarz[200]
  - Adam Cekański – polski ginekolog, położnik i endokrynolog[201]
  - Michel Galabru – francuski aktor[202]
  - Anton Häring – niemiecki przedsiębiorca, założyciel i prezes firmy Anton Häring KG[203]
  - Krystyna Karwicka-Rychlewicz – polska dziennikarka[204]
  - Zbigniew Łabno – polski prawnik, doktor habilitowany nauk prawnych, profesor Uniwersytetu Ekonomicznego w Katowicach[205]
  - John Roberts – walijski piłkarz[206]
  - Johnny Rogers – angielski saksofonista jazzowy[207]
  - Robert Stigwood – australijski producent muzyczny i przedsiębiorca[208]
  - André Turcat – francuski pilot doświadczalny i wojskowy, polityk[209]
- 3 stycznia
  - Paul Bley – kanadyjski pianista i kompozytor jazzowy[210]
  - Marek Fijałkowski – polski dziennikarz i szachista, drużynowy mistrz Polski w szachach z lat 1969 i 1972[211]
  - Amby Fogarty – irlandzki piłkarz[212]
  - Barnabas Halem ’Imana – ugandyjski duchowny katolicki, biskup[213]
  - Alberto Iniesta Jiménez – hiszpański duchowny katolicki, biskup[214]
  - Henryk Jurkowski – polski krytyk, historyk i teoretyk teatru[215]
  - Jan Kamiński – polski działacz spółdzielczy, w latach 1976–1980 minister PRL[216]
  - Raymond Lessard – amerykański duchowny katolicki, biskup[217]
  - Jason Mackenroth – amerykański perkusista i saksofonista[218]
  - Peter Naur – duński astronom i informatyk[219]
  - Igor Siergun – rosyjski wojskowy, generał pułkownik, szef Głównego Zarządu Sztabu Generalnego Sił Zbrojnych Federacji Rosyjskiej[220]
  - Curro Martín Summers – hiszpański aktor i scenarzysta filmowy[221]
- 2 stycznia
  - Marcel Barbeau – kanadyjski malarz i rzeźbiarz[222]
  - Michel Delpech – francuski piosenkarz[223]
  - Brad Fuller – amerykański kompozytor muzyki do gier wideo[224]
  - Maria Garbowska-Kierczyńska – polska aktorka[225]
  - Matt Hobden – angielski krykiecista[226]
  - Nimr an-Nimr – saudyjski duchowny[227]
  - Leonard White – brytyjski aktor i producent telewizyjny[228]
  - Faris az-Zahrani – saudyjski terrorysta[229]
- 1 stycznia
  - Natasha Aguilar – kostarykańska pływaczka[230]
  - George Alexandru – rumuński aktor[231]
  - Fazu Alijewa – rosyjska poetka[232]
  - Dale Bumpers – amerykański polityk[233]
  - Antonio Carrizo – argentyński prezenter radiowy i telewizyjny[234]
  - Maria Gąsienica Daniel-Szatkowska – polska narciarka alpejska, olimpijka (1956, 1964)[235]
  - Brian Johns – australijski biznesmen i dziennikarz[236]
  - Gilbert Kaplan – amerykański dyrygent, przedsiębiorca[237]
  - Gilberto Mendes – brazylijski kompozytor[238]
  - Michael Oxley – amerykański polityk[239]
  - Vilmos Zsigmond – węgierski operator filmowy[240]

- data dzienna nieznana
  - Janusz Rajtar – polski działacz samorządowy i kulturalny, prezydent Zgierza (1988–1990)[241]